# Karim Köster
Pour les articles homonymes, voir Köster.
Karim Köster est un acteur allemand, né le 26 mai 1973 à Melle, en Allemagne.

## Biographie
Entre 1997 et 2000, il joue dans une vingtaine d'épisodes de la série allemande "Die Schule am See". Il décroche par la suite divers rôles dans des téléfilms allemands avant de rejoindre le casting de la série "Verliebt in Berlin" (Le Destin de Lisa) en 2005.
Il y joue le rôle de Richard von Brahmberg, le fils de l'un des cofondateurs de la société de mode Kerima Moda. Il eut l'occasion de jouer le rôle d'un truand dans la série Alerte Cobra.

## Filmographie
- 1997-2000 : Die Schule am See (série télévisée) : Stefan Witznik
- 1999 : Stahlnetz (série télévisée)
- 1999-2000 : Mission sauvetages (série télévisée) : Dispatcher / Catcher
- 2000 : Il n'est jamais trop tard pour aimer (téléfilm) : Johannes
- 2001 : St. Angela (série télévisée) : Nico Kramer
- 2002 : Soko brigade des stups (SOKO 5113) (série télévisée) : Hagen Pezal
- 2002 : Küstenwache (série télévisée) : Ken Hartwig
- 2003 : Großstadtrevier (série télévisée) : Monteur
- 2005-2006 : Le Destin de Lisa (série télévisée) : Richard von Brahmberg
- 2006 : Diagnostics (série télévisée) : Dr. Olaf Gönner
- 2009 : Hallo Robbie! (série télévisée) : Robert Stenzer